# Querstand
Een querstand (Duitse term die ook in Nederlandse muziektheorie gebruikt wordt) duidt op een over twee stemmen verdeelde toonschrede van een halve toon of tritonus. De querstand leidt tot een voor het oor niet met de omgeving in logische relatie staande chromatische verhoging of verlaging. 
Met duidt de chromatische querstand aan wanneer twee tonen in verschillende stemmen in een akkoord tot een botsing leiden van een halve toon. Dit kan gebeuren als de ene stem bijvoorbeeld daalt of een voorhouding speelt en de andere stijgt.
Men spreekt van een diatonische querstand wanneer in een stem de tritonus opduikt zonder op te lossen, bijvoorbeeld in C-groot wanneer in een melodie de volgorde van de tonen 'f' en 'b' vlak na elkaar voorkomen, zonder dat deze tonen hun natuurlijk vervolg naar respectievelijk de 'e' en de 'c' krijgen (dus zonder dat ze 'harmonisch oplossen'). Dit kan ook voorkomen in akkoordverbindingen tussen de buitenste (de laagste en hoogste) stemmen van meerstemmige muziek, bijvoorbeeld wanneer het akkoord e-klein (e-g-b) door F-groot (f-a-c) wordt gevolgd. De bovenste 'b' uit het eerste en de onderste 'f' uit het tweede akkoord vormen een tritonus b-f.
De querstand was een vergrijp tegen de regels in de 'strenge contrapunt techniek' tijdens  de Renaissance, omdat het een niet-gebruikelijke harmonische progressie opleverde. (Relatio non harmonica) en als uitdrukkingsmiddel genoot het een bijzondere plek in de muzikale vormleer. De querstand werd wel door vele componisten bewust gebruikt om zeer sterke emoties van droefheid  of pijn uit te drukken. (Bach gebruikt de querstand bijvoorbeeld op deze wijze in enige van zijn koralen.) 

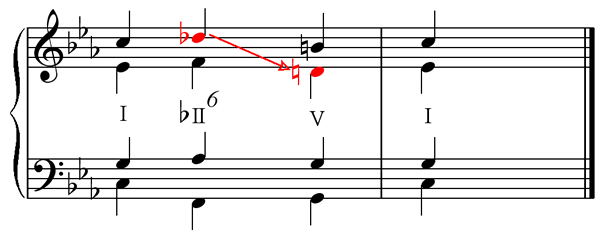
Voorbeeld van een 'toegestane' querstand bij gebruik van het Napolitaans Sextakkoord. Er ontstaat een querstand tussen de 'des' van de bovenste stem uit het Napolitaans sextakkoord (het tweede akkoord) en de 'd' uit de tweede stem in het derde akkoord.

Zeer karakteristiek is de querstand in samenhang met de oplossing van het Napolitaans sextakkoord. Men ervaart de verlaagde toon op de tweede trap die direct gevolgd wordt door een normale herstelde toon in de vijfde trap als dissonant. De verbinding klinkt daardoor letterlijk  'quer' (scheef, schuin of schrijnend).